# Gran Premio di Spagna 2010
Il Gran Premio di Spagna 2010 è stata la quinta prova della stagione 2010 del Campionato mondiale di Formula 1. Si è svolta domenica 9 maggio 2010 sul Circuito di Catalogna a Montmeló ed è stata vinta da Mark Webber su RBR-Renault, al suo terzo successo nel mondiale. Webber ha preceduto sul traguardo Fernando Alonso su Ferrari ed il suo compagno di squadra Sebastian Vettel.

## Vigilia

### Sviluppi futuri
Dopo l'annuncio dell'abbandono della Bridgestone, quale fornitore unico degli pneumatici, sono tre le proposte giunte alla FIA: Michelin, Avon e Pirelli.
Viene deciso di abolire il condotto F-duct dalla prossima stagione.

### Aspetti tecnici
La Bridgestone, fornitore unico degli pneumatici, annuncia per questa gara gomme morbide e dure.
La FIA dà il suo consenso alla Scuderia Ferrari per modificare il proprio motore, al fine di evitare il ripetersi delle rotture, che si sono verificate nei primi gran premi.
Da questo gran premio gli specchietti retrovisori devono essere montati esclusivamente ai lati dell'abitacolo. Non possono più essere fissati ai lati della vettura.
La prima gara in Europa consente alle scuderie di presentare vetture molto modificate. I principali cambiamenti riguardano la Virgin VR-01, che viene dotata di un serbatoio sufficiente per concludere la gara. A causa delle difficoltà delle scuderie di rientrare nel vecchio continente in questa gara la vettura nuova è pronta solo per Timo Glock. Altra importante novità è il nuovo cofano motore della Mercedes MGP W01, oltre che una scocca e un passo allungati. La Scuderia Ferrari introduce una versione più avanzata del suo F-duct.

### Aspetti sportivi
Il fine settimana a Montmeló vede, oltre il tradizionale avvio della GP2, anche l'esordio assoluto per una nuova categoria propedeutica alla Formula 1, la GP3.
L'ex pilota britannico Derek Warwick è nominato nella commissione di gara, assieme ai tre steward.
L'Hispania annuncia l'ingaggio del pilota austriaco Christian Klien quale pilota di riserva e collaudatore per la stagione. Affianca il già presente Sakon Yamamoto e debutta subito nella prima sessione del venerdì.

## Prove
Nella prima sessione del venerdì si è avuta questa situazione:
| Pos | Nº | Pilota             | Costruttore      | Tempo    | Gap   | Giri |
| --- | -- | ------------------ | ---------------- | -------- | ----- | ---- |
| 1   | 2  | Lewis Hamilton     | McLaren-Mercedes | 1'21"134 |       | 21   |
| 2   | 1  | Jenson Button      | McLaren-Mercedes | 1'21"672 | 0"538 | 14   |
| 3   | 3  | Michael Schumacher | Mercedes GP      | 1'21"716 | 0"582 | 12   |

Nella seconda sessione del venerdì si è avuta questa situazione:
| Pos | Nº | Pilota             | Costruttore | Tempo    | Gap   | Giri |
| --- | -- | ------------------ | ----------- | -------- | ----- | ---- |
| 1   | 5  | Sebastian Vettel   | RBR-Renault | 1'19"965 |       | 24   |
| 2   | 6  | Mark Webber        | RBR-Renault | 1'20"175 | 0"210 | 35   |
| 3   | 3  | Michael Schumacher | Mercedes GP | 1'20"757 | 0"792 | 28   |

Nella sessione del sabato si è avuta questa situazione:
| Pos | Nº | Pilota           | Costruttore      | Tempo    | Gap   | Giri |
| --- | -- | ---------------- | ---------------- | -------- | ----- | ---- |
| 1   | 5  | Sebastian Vettel | RBR-Renault      | 1'20"528 |       | 15   |
| 2   | 6  | Mark Webber      | RBR-Renault      | 1'21"232 | 0"704 | 11   |
| 3   | 2  | Lewis Hamilton   | McLaren-Mercedes | 1'21"348 | 0"820 | 14   |

Nella prima sessione di prove del venerdì, Paul di Resta ha sostituito Adrian Sutil alla Force India e Christian Klien ha sostituito Karun Chandhok alla HRT.

## Qualifiche
Nella sessione di qualifica si è avuta questa situazione:
| Pos | Nº | Pilota             | Costruttore          | Q1       | Q2       | Q3       | Griglia |
| --- | -- | ------------------ | -------------------- | -------- | -------- | -------- | ------- |
| 1   | 6  | Mark Webber        | RBR-Renault          | 1'21"412 | 1'20"655 | 1'19"995 | 1       |
| 2   | 5  | Sebastian Vettel   | RBR-Renault          | 1'21"680 | 1'20"772 | 1'20"101 | 2       |
| 3   | 2  | Lewis Hamilton     | McLaren-Mercedes     | 1'21"723 | 1'21"415 | 1'20"829 | 3       |
| 4   | 8  | Fernando Alonso    | Ferrari              | 1'21"957 | 1'21"549 | 1'20"937 | 4       |
| 5   | 1  | Jenson Button      | McLaren-Mercedes     | 1'21"915 | 1'21"168 | 1'20"991 | 5       |
| 6   | 3  | Michael Schumacher | Mercedes GP          | 1'22"528 | 1'21"557 | 1'21"294 | 6       |
| 7   | 11 | Robert Kubica      | Renault              | 1'22"488 | 1'21"599 | 1'21"353 | 7       |
| 8   | 4  | Nico Rosberg       | Mercedes GP          | 1'22"419 | 1'21"867 | 1'21"408 | 8       |
| 9   | 7  | Felipe Massa       | Ferrari              | 1'22"564 | 1'21"841 | 1'21"585 | 9       |
| 10  | 23 | Kamui Kobayashi    | BMW Sauber-Ferrari   | 1'22"577 | 1'21"725 | 1'21"984 | 10      |
| 11  | 14 | Adrian Sutil       | Force India-Mercedes | 1'22"628 | 1'21"985 | N.D.     | 11      |
| 12  | 22 | Pedro de la Rosa   | BMW Sauber-Ferrari   | 1'22"211 | 1'22"026 | N.D.     | 12      |
| 13  | 10 | Nicolas Hülkenberg | Williams-Cosworth    | 1'22"857 | 1'22"131 | N.D.     | 13      |
| 14  | 12 | Vitalij Petrov     | Renault              | 1'22"976 | 1'22"139 | N.D.     | 19      |
| 15  | 16 | Sébastien Buemi    | STR-Ferrari          | 1'22"699 | 1'22"191 | N.D.     | 14      |
| 16  | 17 | Jaime Alguersuari  | STR-Ferrari          | 1'22"593 | 1'22"207 | N.D.     | 15      |
| 17  | 15 | Vitantonio Liuzzi  | Force India-Mercedes | 1'23"084 | 1'22"854 | N.D.     | 16      |
| 18  | 9  | Rubens Barrichello | Williams-Cosworth    | 1'23"125 | N.D.     | N.D.     | 17      |
| 19  | 18 | Jarno Trulli       | Lotus-Cosworth       | 1'24"674 | N.D.     | N.D.     | 18      |
| 20  | 19 | Heikki Kovalainen  | Lotus-Cosworth       | 1'24"748 | N.D.     | N.D.     | 20      |
| 21  | 24 | Timo Glock         | Virgin-Cosworth      | 1'25"475 | N.D.     | N.D.     | 22      |
| 22  | 25 | Lucas Di Grassi    | Virgin-Cosworth      | 1'25"556 | N.D.     | N.D.     | 23      |
| 23  | 20 | Karun Chandhok     | HRT-Cosworth         | 1'26"750 | N.D.     | N.D.     | 24      |
| 24  | 21 | Bruno Senna        | HRT-Cosworth         | 1'27"122 | N.D.     | N.D.     | 21      |

## Gara
Kovalainen non prende parte alla gara per un problema al cambio; sulla griglia di partenza si schierano quindi solo 23 vetture. Al via Webber e Vettel mantengono la prima e la seconda posizione, resistendo agli attacchi di Hamilton e Alonso. Rosberg e Kubica retrocedono rispettivamente dall'8ª posizione alla 12ª e dalla 7ª alla 10ª, mentre De la Rosa rimane attardato a causa di un incidente con Buemi, che gli causa la foratura di uno pneumatico. Alla prima curva Bruno Senna esce di pista e pone fine alla sua gara.
La gara prosegue linearmente fino ai cambi gomme, durante i quali Hamilton riesce a sopravanzare Vettel, così come fa Schumacher nei confronti di Button; a questo punto il campione del mondo del 2009 tenta di superare il rivale della Mercedes, che però riesce a difendersi e a mantenere la propria posizione. Il Gran Premio procede senza variazioni fino al 54º giro, quando Vettel, la cui vettura ha dei problemi ai freni, finisce largo alla curva 7; il pilota tedesco torna ai box per un rapido controllo, decidendo di portare a termine la gara, seppure a ritmo ridotto.
Alonso sale così al terzo posto, guadagnando un'ulteriore posizione quando, nel corso del penultimo giro, Hamilton è costretto al ritiro a causa di un problema ad un cerchio, che provoca lo scoppio dello pneumatico anteriore sinistro; il pilota inglese esce di pista e finisce contro le barriere, rimanendo illeso. La gara viene vinta da Webber, con Alonso e Vettel che completano il podio; Schumacher raggiunge il risultato migliore delle prime 5 gare, chiudendo al 4º posto e precedendo sul traguardo Button, Massa, Sutil, Kubica, Barrichello e Alguersuari, ultimo dei piloti a punti.

### Risultati
I risultati del GP sono stati i seguenti:
| Pos | Nº | Pilota             | Costruttore          | Giri | Tempo/Ritiro              | Griglia | Punti |
| --- | -- | ------------------ | -------------------- | ---- | ------------------------- | ------- | ----- |
| 1   | 6  | Mark Webber        | RBR-Renault          | 66   | 1h35'44"101               | 1       | 25    |
| 2   | 8  | Fernando Alonso    | Ferrari              | 66   | +24"065                   | 4       | 18    |
| 3   | 5  | Sebastian Vettel   | RBR-Renault          | 66   | +51"338                   | 2       | 15    |
| 4   | 3  | Michael Schumacher | Mercedes GP          | 66   | +1'02"195                 | 6       | 12    |
| 5   | 1  | Jenson Button      | McLaren-Mercedes     | 66   | +1'03"728                 | 5       | 10    |
| 6   | 7  | Felipe Massa       | Ferrari              | 66   | +1'05"767                 | 9       | 8     |
| 7   | 14 | Adrian Sutil       | Force India-Mercedes | 66   | +1'12"941                 | 11      | 6     |
| 8   | 11 | Robert Kubica      | Renault              | 66   | +1'13"677                 | 7       | 4     |
| 9   | 9  | Rubens Barrichello | Williams-Cosworth    | 65   | +1 giro                   | 17      | 2     |
| 10  | 17 | Jaime Alguersuari  | STR-Ferrari          | 65   | +1 giro                   | 15      | 1     |
| 11  | 12 | Vitalij Petrov     | Renault              | 65   | +1 giro                   | 19      |       |
| 12  | 23 | Kamui Kobayashi    | BMW Sauber-Ferrari   | 65   | +1 giro                   | 10      |       |
| 13  | 4  | Nico Rosberg       | Mercedes GP          | 65   | +1 giro                   | 8       |       |
| 14  | 2  | Lewis Hamilton     | McLaren-Mercedes     | 64   | Incidente                 | 3       |       |
| 15  | 15 | Vitantonio Liuzzi  | Force India-Mercedes | 64   | Motore                    | 16      |       |
| 16  | 10 | Nicolas Hülkenberg | Williams-Cosworth    | 64   | +2 giri                   | 13      |       |
| 17  | 18 | Jarno Trulli       | Lotus-Cosworth       | 63   | +3 giri                   | 18      |       |
| 18  | 24 | Timo Glock         | Virgin-Cosworth      | 63   | +3 giri                   | 22      |       |
| 19  | 25 | Lucas Di Grassi    | Virgin-Cosworth      | 62   | +4 giri                   | 23      |       |
| Rit | 16 | Sébastien Buemi    | STR-Ferrari          | 42   | Problema idraulico        | 14      |       |
| Rit | 20 | Karun Chandhok     | HRT-Cosworth         | 27   | Collisione con S.Buemi    | 24      |       |
| Rit | 22 | Pedro de la Rosa   | BMW Sauber-Ferrari   | 18   | Collisione con K.Chandhok | 12      |       |
| Rit | 21 | Bruno Senna        | HRT-Cosworth         | 0    | Incidente                 | 21      |       |
| NP  | 19 | Heikki Kovalainen  | Lotus-Cosworth       | 0    |                           | 20      |       |

## Classifiche Mondiali

### Piloti
| Pos | Pilota             | Punti |
| --- | ------------------ | ----- |
| 1   | Jenson Button      | 70    |
| 2   | Fernando Alonso    | 67    |
| 3   | Sebastian Vettel   | 60    |
| 4   | Mark Webber        | 53    |
| 5   | Nico Rosberg       | 50    |
| 6   | Lewis Hamilton     | 49    |
| 7   | Felipe Massa       | 49    |
| 8   | Robert Kubica      | 44    |
| 9   | Michael Schumacher | 22    |
| 10  | Adrian Sutil       | 16    |
| 11  | Vitantonio Liuzzi  | 8     |
| 12  | Rubens Barrichello | 7     |
| 13  | Vitalij Petrov     | 6     |
| 14  | Jaime Alguersuari  | 3     |
| 15  | Nicolas Hülkenberg | 1     |

### Costruttori
| Pos | Team                 | Punti |
| --- | -------------------- | ----- |
| 1   | McLaren-Mercedes     | 119   |
| 2   | Ferrari              | 116   |
| 3   | RBR-Renault          | 113   |
| 4   | Mercedes GP          | 72    |
| 5   | Renault              | 50    |
| 6   | Force India-Mercedes | 24    |
| 7   | Williams-Cosworth    | 8     |
| 8   | STR-Ferrari          | 3     |